# 李刚 (1955年)
李剛（1955年7月—），山东莱阳人，中国共产党及中华人民共和国官员，曾任中央人民政府驻澳门特别行政区联络办公室主任、国务院侨务办公室副主任（正部长级）。中共第十七、十八届中央纪委委员，第十二届全国人大代表。

## 生平
1970年至1974年，为辽宁外语专科学校英语系学生，大学普通班学历。1974年1月参加工作。1974年至1978年，任辽宁外语专科学校英语教师、团委书记。1978年至1984年，任共青团中央国际联络部翻译、副处长、处长，全国青联国际部副部长。1984年至1993年，任共青团中央国际联络部副部长、部长，全国青联常委、副秘书长，共青团中央常委。
1993年至1994年，任文化部对外文化联络局副局长（正局级）。1994年至1998年，任中国驻美国大使馆正局级公使衔文化参赞。1998年至2001年，任文化部对外文化联络局局长、港澳台文化事务司司长，中国对外文化交流协会秘书长。2001年至2003年，任中央对外宣传办公室副主任、国务院新闻办公室副主任，中国人权研究会副会长。
2003年至2012年，任中央人民政府驻香港特别行政区联络办公室副主任，任内协助促成2012年香港政治制度改革。2012年12月19日，国务院任命李刚为中央人民政府驻澳门特别行政区联络办公室副主任。2014年1月9日，国务院任命李刚为中央人民政府驻澳门特别行政区联络办公室主任。2016年7月，任国务院侨务办公室副主任（正部长级）、党组成员。
2007年，在中国共产党第十七次全国代表大会上当选第十七届中央纪律检查委员会委员。2012年11月14日，在中国共产党第十八次全国代表大会上当选为第十八届中央纪律检查委员会委员。他是第十二届全国人大代表。
2017年8月22日，国务院免去李刚的国务院侨务办公室副主任职务。2017年9月1日，第十二届全国人民代表大会常务委员会第二十九次会议通过《第十二届全国人民代表大会常务委员会代表资格审查委员会关于个别代表的代表资格的报告》，报告称“由广东省选出的第十二届全国人民代表大会代表、国务院侨务办公室原副主任李刚，因涉嫌严重违纪，被责令辞去第十二届全国人民代表大会代表职务。2017年8月23日，广东省第十二届人大常委会第三十五次会议决定接受其辞职。”。
2017年10月9日在北京举行中国共产党第十八届中央纪律检查委员会第八次全体会议，全会审议并通过中央纪律检查委员会常务委员会关于李刚、曲淑辉严重违纪问题的审查报告，确认中央纪律检查委员会常务委员会之前作出的给予李刚留党察看一年处分的决定。

## 家庭
- 妻：刘敏，中国人民解放军艺术学院舞蹈系主任，中国舞蹈家协会副主席，中国人民解放军文职干部。1994年至1998年丈夫李刚任中国驻美国大使馆正局级公使衔文化参赞期间，刘敏曾随丈夫驻美国[9]。
- 女： 李藝慧 Athena Li （1970~) 任職和記黃埔地產有限公司
- 外孫： 葉准希 (2000~) 就讀於九龍塘學校小學部